# زايبرت (كولورادو)
زايبرت (بالإنجليزية: Seibert)‏ هي بلدة تقع في مقاطعة كيت كارسون، كولورادو بولاية كولورادو في الولايات المتحدة. تبلغ مساحتها 0.8 (كم²)، وترتفع عن سطح البحر بـ1436 متر، بلغ عدد سكانها 181 نسمة في عام 2010 حسب إحصاء مكتب تعداد الولايات المتحدة .

## وصلات خارجية
- The US50 - Cities and Towns in Colorado State
- Colorado Cities and Towns, Facts, Map, Flag, Colleges, Government, and More